# FK Mladá Boleslav
FK Mladá Boleslav is een Tsjechische voetbalclub uit de stad Mladá Boleslav in Tsjechië. De club speelt in de hoogste Tsjechische voetbalcompetitie, de Fortuna liga.

## Geschiedenis
In 1902 werd SK Mladá Boleslav opgericht dat in 1910 de naam veranderde in Mladoboleslavský SK. In 1919 werd Aston Villa Mladá Boleslav opgericht en datzelfde jaar ook Slavoj Mladá Boleslav. Geen van deze clubs kon hoger spelen dan de 2de klasse. In 1950 bundelden de clubs uit de stad de krachten en fusioneerden. De club speelde van 1952 tot 1968 in de 2de klasse. Midden jaren 60 werd de club een satellietclub van autobedrijf Škoda. De bekerfinale van Tsjechië werd in 1978 gehaald, maar de club was niet opgewassen tegen Baník Ostrava.
Nadat het autobedrijf zich terugtrok in 1990 kon de club niet meer mee aan en degradeerde 2 jaar later naar de 3de klasse en in 1996 zelfs naar de 4de klasse. Dan volgden 2 promoties op rij waardoor de club in 1998 weer in de 2de klasse speelde. De stad steunde de club nu ook financieel en ook Škoda werd weer geldschieter, het doel was de hoogste klasse bereiken en dat doel werd in 2004 bereikt. In het eerste seizoen was de club 14de maar seizoen 2005/06 was uiterst succesvol en de club werd knap 2de.

## Naamsveranderingen
1950 - fusie AS Aston Villa Mladá Boleslav, Slavoj Mladá Boleslav, SK Meteor Čejetičky & Mladoboleslavský SK → Sokol AZNP Mladá Boleslav.
1950 - naam veranderd in Spartak AZNP Mladá Boleslav
1961 - TJ Spartak Mladá Boleslav
1965 - TJ Škoda Mladá Boleslav
1971 - TJ Autoškoda Mladá Boleslav
1990 - FK Mladá Boleslav
1992 - FK Slavia Mladá Boleslav
1994 - FK Bohemians Mladá Boleslav
1995 - FK Mladá Boleslav

## Erelijst
| Nationaal tot 1993          |    |                  |
| Finalist Beker van Tsjechië | 1× | 1977/78          |
| Nationaal sinds 1993        |    |                  |
| Kampioen 2. liga            | 1× | 2003/04          |
| Winnaar Beker van Tsjechië  | 2× | 2010/11, 2015/16 |
| Finalist Beker van Tsjechië | 1× | 2012/13          |

## Eindklasseringen vanaf 1994 (grafiek)
| 9 |

| 15 |

| 9 |

| 1 |

| 1 |

| 10 |

| 13 |

| 11 |

| 3 |

| 3 |

| 1 |

| 14 |

| 2 |

| 3 |

| 7 |

| 6 |

| 8 |

| 5 |

| 4 |

| 8 |

| 3 |

| 4 |

| 4 |

| 4 |

| 9 |

| 7 |

| 10 |

| 11 |

| 7 |

| 9 |

| 5 |

| 12 |

| Fortuna liga | Fotbalová národní liga | ČFL / MSFL | Divize C |

## FK Mladá Boleslav in Europa
FK Jablonec speelt sinds 2006 in diverse Europese competities. Hieronder staan de competities en in welke seizoenen de club deelnam:
- Champions League (1x)

2006/07
- Europa League (7x)

2011/12, 2012/13, 2014/15, 2015/16, 2016/17, 2017/18, 2019/20
- Conference League (1x)

2024/25
- UEFA Cup (2x)

2006/07, 2007/08

## Bekende (oud-)spelers
| - Milan Baroš - Radek Bejbl - Pavel Čmovš - Elini Dimoutsos - Milan Kopic - David Jarolím - Milan Lalkovič | - Marek Matějovský - Michal Ordoš - Michal Papadopulos - Lukáš Pauschek - Václav Procházka - Jan Rajnoch - Jan Šeda | - Jiří Skalák - Milan Škoda - Jan Štohanzl - Ludovic Sylvestre - Mickaël Tavares - Fikru Tefera - Tomáš Wágner |